# Jędrzejów (gromada w powiecie grodkowskim)
Jędrzejów – dawna gromada, czyli najmniejsza jednostka podziału terytorialnego Polskiej Rzeczypospolitej Ludowej w latach 1954–1972.
Gromady, z gromadzkimi radami narodowymi (GRN) jako organami władzy najniższego stopnia na wsi, funkcjonowały od reformy reorganizującej administrację wiejską przeprowadzonej jesienią 1954 do momentu ich zniesienia z dniem 1 stycznia 1973, tym samym wypierając organizację gminną w latach 1954–1972.
Gromadę Jędrzejów z siedzibą GRN w Jędrzejowie utworzono – jako jedną z 8759 gromad na obszarze Polski – w powiecie grodkowskim w woj. opolskim, na mocy uchwały nr VII/20/54 WRN w Opolu z dnia 4 października 1954. W skład jednostki weszły obszary dotychczasowych gromad Jędrzejów, Gałązczyce, Mikołajowa, Starowice Dolne, Wierzbna i Wójtowice ze zniesionej gminy Jędrzejów w tymże powiecie. Dla gromady ustalono 16 członków gromadzkiej rady narodowej.
31 grudnia 1959 do gromady Jędrzejów włączono obszar zniesionej gromady Strzegów w tymże powiecie; z gromady Jędrzejów wyłączono natomiast wieś Gałązczyce, włączając ją do gromady Gnojna tamże.
1 stycznia 1969 do gromady Jędrzejów włączono wieś Jaszów ze zniesionej gromady Kłodobok w tymże powiecie.
Gromada przetrwała do końca 1972 roku, czyli do kolejnej reformy gminnej. 1 stycznia 1973 w powiecie grodkowskim reaktywowano gminę Jędrzejów, zniesioną ponownie 30 października 1975.